# Semperdon xyleborus
Semperdon xyleborus es una especie de molusco gasterópodo terrestre de la familia Charopidae en el orden de los Stylommatophora.

## Distribución geográfica
Es endémica de Palau.